# NGC 4074
NGC 4074 (również PGC 38207) – galaktyka soczewkowata (S0), znajdująca się w gwiazdozbiorze Warkocza Bereniki. Odkrył ją William Herschel 27 kwietnia 1785 roku. Należy do galaktyk Seyferta typu 2.